# اندیس آب‌باریک (شماره ۱)
معدن آب‌باریک (معدن شماره ۱) معدنی در شهرستان رزن استان همدان است. از این معدن سنگ آهک استخراج می‌گردد.